# La Neuville-Vault
La Neuville-Vault är en kommun i departementet Oise i regionen Hauts-de-France i norra Frankrike. Kommunen ligger i kantonen Marseille-en-Beauvaisis som tillhör arrondissementet Beauvais. År 2022 hade La Neuville-Vault 208 invånare.

## Befolkningsutveckling
Antalet invånare i kommunen La Neuville-Vault
| Referens: INSEE |